# Edwin Atherstone

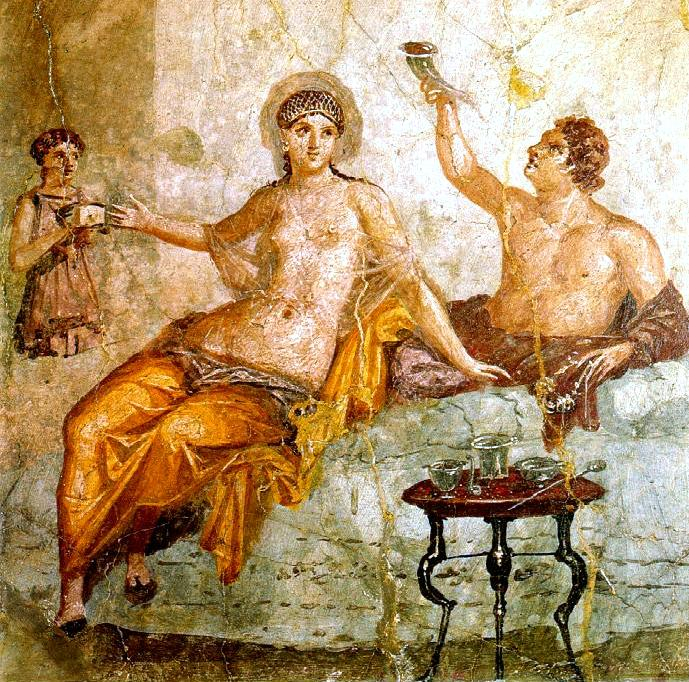
Fresk z Herkulanum

Edwin Atherstone (ur. 17 kwietnia 1788, zm. 29 stycznia 1872) – angielski poeta i pisarz.
Autor ceniony za życia, choć będący również obiektem niewybrednych ataków ze strony krytyki literackiej, obecnie rzadko przywoływany zarówno w opracowaniach historii literatury angielskiej, jak i antologiach.

## Życiorys
Urodził się 17 kwietnia 1788. Był  trzynastym z piętnaściorga dzieci farbiarza Hugh Atherstone’a i jego żony Ann z domu Green. Uczył się w Fulneck Moravian School w Yorkshire. Żył w nieformalnym związku z Mary Wainwright Pearson, która urodziła mu trzy córki i syna. Zmarł 29 stycznia 1872.

## Twórczość
Talent narracyjny i nieprzeciętna pracowitość predestynowały go do poezji epickiej. Jego największe dzieło to poemat The Fall of Nineveh (Upadek Niniwy) w trzydziestu księgach, wydany w latach 1828–1868. Napisał też drugi, niewiele krótszy epos Israel in Egypt (Izrael w Egipcie), oparty na biblijnej Księdze Wyjścia, a także poematy A Midsummer-Day’s Dream (Sen dnia letniego, 1824), The Last Days of Herculaneum (Ostatnie dni Herkulanum, 1821) i Abradates and Panthea  (Abradates i Panthea) oraz powieści The Sea Kings in England (Morscy królowie w Anglii) i The Handwriting on the Wall (Napis na ścianie), jak również dramaty.
Atherstone specjalizował się w monumentalnych utworach o tematyce katastroficznej. Opisywał zagładę państw i miast – asyryjskiej Niniwy i rzymskiego Herkulanum. Ponadto przełożył wierszem również fragment rozdziału XVIII Apokalipsy św. Jana. Jego dzieła można dziś odczytywać jako antytotalitarne, przedstawiają bowiem zwycięstwo pozytywnych bohaterów nad tyranami – egipskim faraonem i asyryjskim despotą Sardanapalem.
Eposy Upadek Niniwy i Izrael w Egipcie należą do najdłuższych utworów wierszowanych napisanych po angielsku – każdy z nich w przybliżeniu jest dwukrotnie większy od Pana Tadeusza Adama Mickiewicza. Izrael w Egipcie ma niespełna dwadzieścia tysięcy wersów, a Pan Tadeusz prawie dziesięć tysięcy linijek. Opisując The Last Days of Herculaneum i The Fall of Nineveh autor antologii McGuffey's Ecclectic Reader stwierdza: Both poems [...] are remarkable for their splendor of diction and their great descriptive power.

## Przyjaźń z Johnem Martinem
Przyjacielem Edwina Atherstone’a był malarz John Martin. Martin namalował obrazy zainspirowane bezpośrednio twórczością Atherstone’a, 
Ostatnie dni Herkulanum (1822) i Upadek Niniwy (1829).

## Dzieła
- The fall of Nineveh, The first six books, by Edwin Atherstone, Baldwin and Cradock, London 1828.
- The fall of Nineveh. A poem by Edwin Atherstone. Second edition: dilligently corrected and otherwise improved. In two volumes, Longmans, Green, Reader and Dyer, London 1868.
- Israel in Egypt. A poem by Edwin Atherstone, Longman, Green, Longman and Roberts, London 1861.
- The last days of Herculaneum and Abradates and Panthea. Poems by Edwin Atherstone, Baldwin, Cradock and Joy, London 1821.
- Dramatic works of Edwin Atherstone. Edited by his daughter, Mary Elizabeth Atherstone, E. Stock, London 1888.
- The sea-kings in England: an historical romance of the time of Alfred by the Author of the „Fall of Niniveh”, In  Three Volumes, Robert Cadell, Edinburgh 1830.
- The handwriting on the wall, a story by Edwin Atherstone, In  Three Volumes, Richard Bentley, London 1858.

## Przekłady
Dzieła poety nie wzbudziły zainteresowania wśród polskich tłumaczy. Brak osobnych wydań jego poematów. W podstawowych zbiorach tłumaczeń poezji angielskiej nie została uwzględniona jego twórczość, nawet w wyimkach. Fragmenty eposów Edwina Atherstone’a są dostępne w internetowej antologii poezji angielskiej.